# 中村孝雄
中村 孝雄（なかむら たかお、1937年5月7日 - ）は日本の俳優。本名同じ。
東京府（現・東京都）出身。慶應義塾大学法学部政治学科卒業。俳優小劇場、田村企画、中里事務所に所属していた。

## 来歴・人物
俳優座養成所第11期生。
主に時代劇や刑事ドラマに出演し、多数の悪役を演じている。
近年は、千葉県浦安市で演劇サークルの演劇指導を行っている。元芸優（芸能企画部）専属講師。

## 出演

### テレビドラマ
- ザ・ガードマン（TBS / 大映テレビ室）
  - 第50話「逃亡と裏切り」（1966年）
  - 第61話「ダイヤモンドの歌が聞える」（1966年）
  - 第84話「ハートで盗め」（1966年）
  - 第104話「白昼の大襲撃」（1967年）
  - 第120話「棺こそわたしの家」（1967年）
  - 第148話「風と火の呪い」（1968年）
  - 第182話「サラリーマン・殺人旅行」（1968年）
  - 第203話「怪談・呪いの館」（1969年）
  - 第210話「トラック強盗部隊」（1969年）
  - 第230話「海底強盗団」（1969年）
  - 第265話「離婚孤児争奪戦」（1970年）
- 銭形平次 （CX / 東映）
  - 第65話「秩父の姉妹」（1967年） - 宗之助
  - 第584話「男の錦」（1977年） - 久兵ヱ
- マイティジャックシリーズ（1968年、CX / 円谷プロ）
  - マイティジャック 第4話「祖国よ永遠なれ!!」 - 梅田の仲間
  - 戦え! マイティジャック 第7話「来るなら来てみろ!!」 - Qの配下
- キイハンター（TBS / 東映）
  - 第22話「悪党ダービー」（1968年）
  - 第41話「殺し屋たちの舞踏会」（1969年）
  - 第60話「パラシュート殺人部隊」（1969年） - 藤岡
  - 第70話「殺人部隊荒野を行く」（1969年）
  - 第80話「暗闇でドッキリ大作戦」（1969年） - 北村
  - 第90話「殺し屋たちのクリスマスイブ」（1969年）
  - 第96話「死刑結婚式」（1970年）
  - 第121話「地獄の待合室から来た男」（1970年） - 峰島
  - 第122話「殺し屋候補生No.1」（1970年）
  - 第133話「私の首を返して頂だい」（1970年）
  - 第135話「吸血昆虫島、上空異常あり」（1970年） - 星野
  - 第140話「人殺しあの手この手」（1970年）
  - 第148話「撃て! 情無用ギャングの勲章」（1971年）
  - 第150話「殺人スコッチ二日酔い作戦」（1971年）
  - 第155話「殺しの標的は鏡の中の俺」（1971年）
  - 第160話「墓場に消えた現金輸送車」（1971年） - 姫田
  - 第169話「さようなら 美しい目のない死体」（1971年）
  - 第200話「SOS 接吻泥棒」（1972年）
  - 第212話「荒野の棺桶作戦」（1972年） - 吉本
  - 第221話「旅券001は必殺の番号」（1972年）
  - 第236話「夕陽のガンマン荒野の大襲撃」（1972年） - 占部
  - 第247話「食いしん坊ギャング南国道中記」（1972年） - ふりいじあ丸船長
  - 第257話「世界のギャング日本上陸」（1973年） - 北林
- 怪奇大作戦 第8話「光る通り魔」（1968年、TBS / 円谷プロ） - 青木
- 三匹の侍（CX）
  - 第6シリーズ
    - 第8話「犬侍奮戦録」（1968年） - 小泉主馬之介
    - 第23話「謀殺」（1969年） - 内藤兵衛佐高久
- 水戸黄門（TBS / C.A.L）
  - 第1部 第21話「子の刻登城 -高遠-」（1969年12月22日） - 保坂哲次郎
  - 第2部 第16話「佐渡恋情 -佐渡-」（1971年1月11日） - 慶助
  - 第4部（1973年）
    - 第6話「越後血風録・高田」 - 山根武太夫
    - 第11話「地獄に落ちた悪い奴・庄内」 - 泰三之進

  - 第6部 第1話「怒れ! 薩摩隼人 -鹿児島-」（1975年3月31日） - 高城弥一郎
  - 第7部 第24話「仇討ち角兵衛獅子 -長岡-」（1976年11月1日） - 黒沼喜平次
  - 第8部 第23話「黄門さまは時の氏神 -大洲-」（1977年12月19日） - 卯之吉
  - 第10部（1979年）
    - 第8話「関所の沙汰は銭次第 -新居-」 - 片山三七
    - 第17話「御老公を暗殺せよ!! -彦根-」 - 沼田勝之丞

  - 第11部 第26話「一陽来復水戸の春 -岩槻・水戸-」（1981年2月9日） - 木村鉄太郎
  - 第12部 第15話「娘意気地の生一本 -柳井-」（1981年12月7日） - 利八
  - 第13部 第17話「出雲の和紙の縁結び -大社-」（1983年2月7日） - 佐助
  - 第18部 第7話「孫を騙った悪い奴 -高崎-」（1988年10月24日） - 万造
  - 第20部（1991年）
    - 第25話「紫頭巾が悪を斬る -中津-」 - 遠田左近
    - 第41話「悪を蹴散らす競べ馬 -八戸-」 - 大貫軍四郎

  - 第21部（1992年）
    - 第2話「陰謀暴いた風車 -高山-」 - 岡安作右衛門
    - 第18話「悪を蹴散らす神楽面 -備中松山-」 - 後藤庄太夫

  - 第22部（1993年）
    - 第4話「心の剣で悪を斬る -藤枝-」 - 牛原重蔵
    - 第29話「世継ぎを狙う毒の罠 -高田-」 - 玄朴

  - 第23部（1994年）
    - 第4話「助さん格さん用心棒 -安中-」 - 猪家三左衛門
    - 第20話「悪を糺した神楽面 -浜田-」 - 砂川

  - 水戸黄門外伝 かげろう忍法帖
    - 第2話「鬼蜘蛛の恐怖」（1995年5月29日） - 加納陣右衛門
    - 第10話「娘忍びを売る男」（1995年7月24日） - 鴛淵主馬

  - 第24部
    - 第7話「だんごを盗ったお姫様 -姫路-」（1995年10月30日） - 叨庵
    - 第34話「御用金送りは悪の罠 -福島-」（1996年5月20日） - 佐伯幹十郎

  - 第25部 第7話「真実探す娘の狂言 -四日市-」（1997年2月3日） - 水野伝八郎
  - 第26部 第3話「頑固者の意地比べ -堺-」（1998年2月23日） - 池上九郎兵衛
  - 第27部 第20話「孫を救った燃える水 -新津-」（1999年8月2日） - 片岡主膳
  - 第28部 第25話「お銀涙の子守唄 -岡山-」（2000年9月4日） - 有馬帯刀
  - 第29部 第19話「謎の俳諧師を追え! -高田-」（2001年8月6日） - 稲葉丹後守
  - 第30部 第13話「黄門様は名鑑定士! -天橋立-」（2002年4月8日） - 堀直政
  - 第32部 第2話「妹想いの風来坊 -安中-」（2003年8月4日） - 治兵衛
- 天を斬る 第25話「春雷の中の女」（1970年、NET / 東映） - 村上重太夫
- 大岡越前（TBS / C.A.L）
  - 第1部 第7話「濡れぎぬ」（1970年4月27日） - 源太
  - 第5部 第14話「将軍様の人情裁き」（1978年5月8日） - 牧野弥惣次
  - 第6部 第1話「大岡越前」（1982年3月8日） - 田辺
  - 第7部 第25話「命を賭けた御用旅」（1983年10月10日） - 岡田太平
  - 第8部 第23話「殺しを見ていた千両富」（1984年12月24日） - 仙造
  - 第10部 第16話「名乗り出た三人の下手人」（1988年6月13日） - 利助
  - 第13部
    - 第7話「祖父の秘密は大泥棒」（1992年12月28日） - 邑井玄庵
    - 第26話「江戸を守った大岡裁き」（1993年5月10日） - 宇田川邦春
- アイフル大作戦（TBS / 東映）
  - 第14話「真夏に死人はスキーする!」（1973年）
  - 第43話「スリル満点! ガイ骨のスキー大会」（1974年）
  - 第56話「卒業式・サヨナラ涼子という女」（1974年）
- 非情のライセンス 第1シリーズ 第32話「兇悪の指」（1973年、NET / 東映） - 小城
- 太陽にほえろ!（NTV / 東宝）
  - 第47話「俺の拳銃を返せ!」（1973年） - 大木
  - 第87話「島刑事・その恋人の死」（1974年） - 岩本正光
  - 第119話「厳しさの蔭に」（1974年） - 西井保
  - 第164話「バラの好きな君へ」（1975年） - 「あき」マスター
  - 第238話「東京上空17時00分」（1977年） - 尾倉（斎村プロダクション社員）
  - 第269話「みつばちの家」（1977年） - 競艇場の男
  - 第362話「デイト・ヨコハマ」（1979年） - 響組幹部
  - 第414話「島刑事よ、永遠に」（1980年） - 久保専務
  - 第537話「赤い憎悪」（1982年） - 三沢敏男
  - 第685話「ロッキーの白いハンカチ」（1986年） - 日高俊治
- ご存知遠山の金さん（1974年、NET / 東映）
  - 第16話「おやじは天下の大泥棒」
  - 第40話「江戸一番の男伊達」 - 浅田
- 荒野の素浪人 第2シリーズ 第1話「風塵の剣」（1974年、NET / 三船プロ）
- バーディ大作戦（TBS / 東映）
  - 第5話「キッスは殺しのパスポート」（1974年）
  - 第28話「おんな死刑執行人」（1974年）
  - 第35話「1975 白銀に舞う大アクション!」（1975年） - 連合紅軍リーダー
  - 第47話「私の葬式100万$」（1975年） - 室口
- 特別機動捜査隊 第692話「青い炎の踊り子」（1975年、NET / 東映） - 国崎
- 仮面ライダーシリーズ（MBS / 東映）
  - 仮面ライダーストロンガー 第8話「溶けるなライダー! とどめの電キック!!」（1975年） - 三田
  - 仮面ライダーBLACK - 立花秘書
    - 第10話「信彦はどこに?」（1987年）
    - 第38話「謎!? EP党少年隊」（1988年）
- 秘密戦隊ゴレンジャー 第8話「黒い恐怖! 殺しの毒牙」（1975年、NET / 東映） - 医師
- ザ★ゴリラ7 第11話「目にしみるぜ替玉作戦」（1975年、NET / 東映）
- Gメン'75（TBS / 東映）
  - 第5話「純金の死体」（1975年） - 永尾
  - 第39話「ギャングに呼ばれた刑事」（1976年） - 望月
  - 第48話「刑事・その恩師の殺意」（1976年） - ゲームセンター支配人
  - 第169話「深夜バス乗客大量殺人事件」（1978年） - 弁護士
  - 第200話「大空港の幽霊」（1979年） - 朝比奈公安次官
  - 第328話「香港カラテVS赤い手裏剣の女」、第329話「香港カラテVS赤い手裏剣の女 PART2」（1981年） - 内海秘書官
- 影同心シリーズ（MBS / 東映）
  - 影同心 第12話「花も恥じらう殺し節」（1975年） - 政七
  - 影同心II 第15話「尼と男の冬の宿」（1976年） - 柿崎定道
- 剣と風と子守唄 第15話「母恋い馬子唄」（1975年、NTV / 三船プロ） - 川野又十郎
- 十手無用 九丁堀事件帖 第2話「わらを掴んだ女」（1975年、NTV / 東映）
- 遠山の金さん（NET / 東映）
  - 第1シリーズ
    - 第15話「哭くな 南蛮鳥!!」（1976年） - 梶岡
    - 第100話「忍び絵図を掏った娘」（1977年）- 歌川宣重

  - 第2シリーズ 第18話「石川島怨み唄」（1979年） - 宗兵衛
- 夫婦旅日記 さらば浪人 第3話「虹を渡る武士」（1976年、CX / 勝プロ）
- 大江戸捜査網（12ch / 三船プロ）
  - 第135話「男の涙」（1974年）　- 車坂の才次
  - 第225話「闇の帝王を裁け!」（1976年） - 北川数馬
  - 第233話「恋に舞う非情の掟」（1976年） - 宮原良庵
  - 第271話「銃声は少年の叫び」（1976年） - 鉄砲方与力・松坂
  - 第290話「恐怖の無差別殺人」（1977年） - 狭山
  - 第341話「姿なき闇の仕掛人」（1978年） - 平田
  - 第400話「悪女が捨てた殺しの分け前」（1979年） - 陣場
  - 第471話「天下を狙う闇将軍」（1980年） - 枝川半蔵
  - 第573話「妖艶! 熱い肌は殺しの匂い」（1982年） - 平沼頼母
  - 第630話「遊女流転! 津軽おんな恋唄」（1984年） - 島田十内
  - 新・大江戸捜査網 第4話「密会は殺しの誘い」（1984年） - 武藤
  - 平成シリーズ
    - 第1シリーズ
      - 第7話「魔の黄金地獄を暴け!」（1990年） - 大倉典膳
      - 第15話「命がけの逃亡者」（1991年） - 今村左内

    - 第2シリーズ（1991年）
      - 第2話「隠密を愛した女」 - 武藤
      - 第8話「少女は見た! 蘇る地獄絵図の記憶」 - 大場甚左衛門
- 破れ奉行 第25話「闇に消えた三億両」（1977年、ANB / 中村プロ） - 幸吉
- 桃太郎侍（NTV / 東映）
  - 第28話「泣き笑い千両くじ」（1977年） - 今井小十郎
  - 第158話「父子で彫った愛の面」（1979年） - 観阿弥
  - 第213話「仁兵衛の天中殺」（1980年） - 叶屋久蔵の子分
- 人形佐七捕物帳 第28話「護送し損ねた幸福」（1977年、ANB / 東映） - 定松
- 土曜ドラマ 鎌田敏夫シリーズ / 十字路 第二部 （1978年、NHK）
  - 第2話「富士山麓編 樹海の中の少女」
  - 第3話「南国高知編 結婚しない男と結婚しない女」
- 必殺シリーズ（ABC / 松竹）
  - 必殺必中仕事屋稼業 第22話「脅して勝負」（1975年） - 美濃屋富造
  - 新・必殺仕置人 第34話「軍配無用」（1977年） - 飯塚典馬
  - 必殺からくり人・富嶽百景殺し旅 第8話「甲州犬目峠」（1978年） - 冬木大作
  - 必殺仕事人 第23話「渡る世間は鬼ばかりか!?」（1979年） - 忠助
  - 新・必殺仕事人 第47話「主水かくし芸する」（1982年） - 奥村将監
  - 新・必殺仕舞人 第13話「別れ囃子は阿波踊り」（1982年） - 牧野
  - 必殺仕事人III 第34話「大名になったのは同級生」（1983年） - 酒井忠継
  - 必殺仕事人IV（1984年）
    - 第19話「秀、天気を当てる女に出逢う」 - 香田兵之進
    - 第38話「主水 うなぎにナメられる」 - 大沼
- 暴れん坊将軍シリーズ（ANB / 東映）
  - 吉宗評判記 暴れん坊将軍
    - 第14話「黄金のからす札」（1978年） - 役人
    - 第37話「女の一途に目を醒せ!」（1978年） - 坂倉松之進
    - 第52話「失脚!大岡越前守」（1979年） - 石出帯刀
    - 第134話「油地獄のバカ踊り」（1980年） - 生田銀之助
    - 第154話「棺桶の中に咲いた恋」（1980年） - 川井

  - 暴れん坊将軍II
    - 第39話「命がけだよ一目惚れ!」（1983年） - 相良源八
    - 第148話「惚れた病いを治す酒!」（1986年） - 磯貝三之進
    - 第175話「愛の証しの月夜唄!」（1986年） - 小杉猪之助

  - 暴れん坊将軍III
    - 第17話「ちゃんにとどけ! 江戸ばやし」（1988年） - 吾作
    - 第35話「秘めた駆け落ち、涙のかんざし」（1988年） - 渡世人
    - 第64話「雪姫けんか珍道中」（1989年） - 兵頭伊十郎
    - 第90話「花嫁の父は殺人者!?」（1989年） - 松浦八十吉
    - 第116話「開眼! 涙の仇討」（1990年） - 角造
    - 第129話「吉宗、しばし名残の大暴れ!」（1990年） - 木下

  - 暴れん坊将軍IV
    - 第28話「吉宗を狙う女剣士」（1991年） - 沼田陣八郎
    - 第40話「いなせ新さん 渡世人修行!」（1992年） - 又平
    - 第58話「吉宗変化! お狩場の鬼退治」（1992年） - 役人
    - 第70話「鉄火芸者に花一輪」（1992年） - 笠原軍兵衛

  - 暴れん坊将軍V
    - 第14話「歌ってよ、子守唄を」（1993年） - 熊沢伴内
    - 第21話「毒牙を隠した花嫁」（1993年） - 辻川庫之丞
    - 第34話「潜入! いれずみ湯の風来坊」（1994年） - 深田左近

  - 暴れん坊将軍VI
    - 第3話「若殿新さんいじめられる!」（1994年） - 桑山
    - 第12話「人情落語長屋」（1994年） - 林田
    - 第24話「剣難女難の恋指南」（1995年） - 岡部平八郎
    - 第41話「陽気な刺客」（1995年） - 中川竜蔵

  - 暴れん坊将軍VII 第11話「魔剣! 鮮血の花嫁」（1996年） - 三好
  - 暴れん坊将軍VIII 第10話「陰謀に巻きこまれた黄門様!?」（1997年） - 三浦伊賀守
  - 暴れん坊将軍X 第25話「狙われた琉球! 美しき姫の舞に隠された涙」（2000年） - 戸倉修理
  - 暴れん坊将軍XI 第13話「ムコ殿は上様?」（2001年） - 袴田織部正 ※中村孝夫と誤表記
- ザ・スーパーガール 第7話「女囚脱獄・女体に仕掛けた罠!」（1979年、12ch / 東映） - クラブドナドナ社長・三井
- 江戸の激斗 第9話「非情の罠・群狼を斬れ!」（1979年、CX / 東宝） - 鷹森新兵衛
- 江戸の牙 第21話「生か死!? 暁の脱出作戦」（1980年、ANB / 三船プロ） - 善助
- 新・江戸の旋風 第24話「はぐれ宿人質事件」（1980年、CX / 東宝） - 小村兵介
- ミラクルガール 第10話「砂浜に燃えた女の性」（1980年、12ch / 東映） - 明神丸船長
- 3年B組金八先生 第1シリーズ 第13話「入試一ヶ月前心得」（1980年、TBS） - 山田国夫
- ザ・ハングマンシリーズ（ABC / 松竹芸能）
  - ザ・ハングマン
    - 第1話「七つの黒バラ」（1980年） - 水原秘書
    - 第50話「女催眠術師のウラを探れ」（1981年） - 牧野純一（社団法人成蹊塾事務長）

  - ザ・ハングマンII 第11話「ヤミの談合ナマ中継」（1982年） - 浜田秀夫（アジア通商秘書室長）
  - 新ハングマン 第11話「娘の真珠を奪ったハレンチ官僚」（1983年） - 池田課長（商務工業省）
  - ザ・ハングマン4 第10話「エリートの父親が隠し子の命を狙う!」（1984年） - 倉本の部下
  - ザ・ハングマンV 第12話「ハネムーン帰りの新妻が続々蒸発する!」（1986年） - 友愛結婚相談所副所長
  - ザ・ハングマン6 第6話「高熱レーザーで体を焼き切れ!」（1987年） - 鬼藤源治（弁護士）
  - ハングマンGOGO 第12話「パンダが見た! アイドル殺人事件」（1987年） - 山崎秘書
- 新五捕物帳 第172話「情けに浮かぶだまし舟」（1982年2月2日、NTV / ユニオン映画）- 菊屋番頭・太吉
- 源九郎旅日記 葵の暴れん坊 第32話「神のお告げの夢おんな」（1982年、ANB / 東映） - 片貝兵衛
- 赤かぶ検事奮戦記III 第4話「父に犯された娘?」（1983年、ABC） - 野田貢
- 西部警察 PART-III 第17話「吠えろ!!桜島 -鹿児島篇-」（1983年、ANB / 石原プロ） - 横山警部（警視庁外事課）
- 若大将天下ご免!（1987年、ANB / 東映）
  - 第16話「兄弟弟子は恋敵!」 - 片桐
  - 第33話「人斬り小太郎封印破り」 - 鶴松
- 江戸を斬るVII（1987年、TBS / C.A.L）
  - 第4話「偽りの自首」 - 伊助
  - 第23話「鬼が狙った唐人形」 - 勝村英春
- ゴリラ・警視庁捜査第8班（ANB / 石原プロ）
  - 第5話「ニトロ・トラック」（1989年）
  - 第22話「ある戦場」（1989年）
  - 第41話「生命果つるとも」（1990年）
- レスキューポリスシリーズ（ANB / 東映）
  - 特警ウインスペクター 第26話「薄幸少女の旅立ち」（1990年） - 長浜修三
  - 特救指令ソルブレイン 第18話「明日に走る自動車」（1991年） - 柳田
  - 特捜エクシードラフト 第4話「生体兵器少女」（1992年） - 綾部亨
- 名奉行 遠山の金さん（ANB / 東映）
  - 第3シリーズ 第4話「夫を売った女の秘密」（1990年） - 篠原玄庵
  - 第4シリーズ 第26話「ニセ鼠小僧が覗いた完全犯罪」（1992年） - 宇津木内膳
  - 第5シリーズ 第6話「涙の仇討! 二度裏切られた女」（1993年） - 岩井仙十郎
- お江戸捕物日記 照姫七変化 第6話「悪代官を斬る!」（1990年、CX） - 貝山十太夫
- 鬼平犯科帳 第2シリーズ 第5話「五年目の客」（1990年、CX / 松竹） - 巽の源兵衛
- 幕府お耳役檜十三郎 第11話「隅田川浮世草子」（1991年、TX / 松竹）
- 三匹が斬る!シリーズ（ANB / 東映）
  - また又・三匹が斬る! 第7話「妖怪見たか? 丑の刻参りの女」（1991年） - 青山勘兵衛
  - 新・三匹が斬る! 第5話「牢破り、女一匹駄賃づけ」（1992年） - 大岡作蔵
- 半七捕物帳 第15話「べらんめえお嬢様!」（1993年、NTV / ユニオン映画） - 蔵次郎
- お助け同心が行く! 第7話「名刀・辻斬り」（1993年、TX / G・カンパニー） - 菊地
- 闇を斬る!大江戸犯科帳 第13話「捨て猫を拾う男」（1993年、NTV / ユニオン映画） - 政五郎
- 織田信長（1994年、TX） -  山県昌景
- 月曜ドラマスペシャル（1998年、TBS）
  - 弁護士芸者のお座敷事件簿2 雪の磐梯山湯けむりに隠れた遺産相続人連続殺人事件」
  - 一色京太郎事件ノート7 京都花づくし殺人事件」 - 尾形泰典
- 土曜ワイド劇場 / はみだし弁護士・巽志郎4 名門政治家一族に（秘）愛人スキャンダル!!（1999年、ABC / 東阪企画）
- 浅見光彦シリーズ1 高千穂伝説殺人事件

### 映画
- 源氏物語（1966年）
- ブラックボード（1986年）
- KAMMOME - カモメ -（2000年）

### 舞台
- 黒人たち
- トロイアの女たち